# Malta Song for Europe 1996
Malta Song for Europe 1996 (Abkürzung: MSFE 1996) war die maltesische Vorentscheidung für den Eurovision Song Contest 1996, der in Oslo (Norwegen) stattfand, nachdem Secret Garden im Vorjahr mit ihrem Lied Nocturne den Eurovision Song Contest gewonnen hatten. Der Wettbewerb wurde von Miriam Christine Borg mit dem Lied In a Woman's Heart gewonnen. Der Wettbewerb war auch als Festival tal-Kanzunetta Maltija għall-Ewropa 1996 bekannt.

## Prinzip
Insgesamt wurden 16 Beiträge von einer Fachjury ausgewählt, um im Halbfinale, das am 26. Januar 1996 im Mediterranean Conference Centre stattfand, teilzunehmen. Am 26. Januar wurden die Lieder wie in den Vorjahren ausschließlich auf Englisch vorgetragen. Wie im Vorjahr wurden nur die ersten drei Platzierungen bekanntgegeben. Die Jury wählte mit 100 % Stimmenanteil die 10 Finalisten, die am 26. Januar antraten, um Malta bei dem Eurovision Song Contest zu vertreten.
Im Gegensatz zum Vorjahr fand ein Halbfinale statt.
Die Künstler hatten die Wahl, ihre Lieder auf Englisch oder Maltesisch vorzutragen, da beide Sprachen ihre Amtssprache sind, jedoch entschieden sich alle für die englische Sprache.

### Halbfinale
Hier die Halbfinalisten, die am 26. Januar 1996 für einen Platz im Finale gegeneinander antraten:
| Startnr. | Interpret                           | Englischer Songtitel  | Ungefähre Bedeutung im Deutschen |
| -------- | ----------------------------------- | --------------------- | -------------------------------- |
| 01       | Renato & Marthese Tanti             | Would You Leave Me    | Würdest du mich verlassen        |
| 02       | Enzo Gusman                         | Better Luck Next Time | Mehr Glück beim nächsten Mal     |
| 03       | Debbie Scerri                       | Run to You            | Zu dir rennen                    |
| 04       | Claudette Pace                      | My Butterfly          | Mein Schmetterling               |
| 05       | Alfred Rapa                         | Eternal Love          | Ewige Liebe                      |
| 06       | Triccas                             | Reach Out Your Arms   | Strecke deine Arme aus           |
| 07       | Freddie Portelli                    | Summer Again          | Wieder Sommer                    |
| 08       | Godwin Lucas & Phyllisienne Brincat | Marathon              | Marathon                         |
| 09       | Miriam Christine Borg               | In a Woman’s Heart    | In einem Frauenherzen            |
| 10       | Marita                              | Lasting Visions       | Bleibende Visionen               |
| 011      | Charlie Dalli & Eric Ace            | Waiting for You       | Auf dich warten                  |
| 012      | Manolito                            | Lovers Song           | Liebhaberlied                    |
| 013      | Georgina                            | Can I Reach You       | Kann ich dich erreichen          |
| 014      | Marisa D’Amato                      | Say the Words         | Sage die Wörter                  |
| 015      | Alexander Schembri                  | Say You’ll Stay       | Sag dass du bleibst              |
| 016      | June May & Joanne Scolaro           | We’re Going Places    | Wir sind erfolgreich             |

### Finale
Im Finale, das am 27. Januar 1996 stattfand, sangen 10 Künstler um den Sieg des Vorentscheids. Letztendlich wurde es von Miriam Christine Borg mit dem Lied In a Woman's Heart gewonnen.
| Startnr. | Interpret                           | Englischer Songtitel | Platzierung |
| -------- | ----------------------------------- | -------------------- | ----------- |
| 01       | Renato & Marthese Tanti             | Would You Leave Me   | -           |
| 02       | Debbie Scerri                       | Run to You           | -           |
| 03       | Claudette Pace                      | My Butterfly         | 2.          |
| 04       | Alfred Rapa                         | Eternal Love         | -           |
| 05       | Triccas                             | Reach Out Your Arms  | -           |
| 06       | Godwin Lucas & Phyllisienne Brincat | Marathon             | -           |
| 07       | Miriam Christine Borg               | In a Woman’s Heart   | 1.          |
| 08       | Marita                              | Lasting Visions      | -           |
| 09       | Georgina                            | Can I Reach You      | -           |
| 010      | Alexander Schembri                  | Say You’ll Stay      | 3.          |